# Surensemble (groupe)
Pour les articles homonymes, voir Surensemble.
Surensemble est un ensemble de jazz dirigé par le batteur et compositeur chilien Pablo Sáez Cerpa en Allemagne.

## Histoire
Le groupe est un quintette d'artistes de différentes nationalités qui propose un mélange de fusion latino-américaine et de jazz contemporain. Le nom « Surensemble » reflète l'engagement du groupe pour les rencontres culturelles et la fusion des styles. « Sur » est un préfixe en français qui signifie « au-dessus » ou « en haut ». Le concept du groupe a pour ambition de réunir la diversité culturelle de ses membres afin de créer un jazz fusion unique.
L'ensemble publie plusieurs albums, dont Surensemble et Inmanencia. Le premier album compose de la musique sur une cellule musicale basée sur le nombre 108. Ce nombre est profondément développé dans différents paramètres musicaux tels que l'harmonie, la mélodie, la polyrythmie et le contrepoint. Le groupe a également un lien fort avec ses racines sud-américaines, ce qui ne l'empêche pas de s'inspirer de l'influence européenne que Sáez a subie depuis son arrivée à Cologne en 2008.
La dernière production du groupe, Inmanencia, contient huit chansons. Le CD est enregistré en grande partie en live en 2018 au Loft de Cologne,. et montre l'engagement du groupe dans son développement artistique. Sur scène, le groupe est dirigé par le batteur Pablo Sáez et le line-up se caractérise (comme le premier disque) par deux guitaristes qui jouent chacun de manière très différente. Musique en soi décrit la musique de l'enregistrement comme « un mélange de racines afro-américaines, d'éléments folkloriques et de jazz contemporain avec des influences du mouvement fusion depuis les années '70. » Il intègre également un arrangement du Libertango d'Astor Piazzolla,.

## Style musical
Musikreviews écrit : « Le son de l'album est superbe, surtout pour un enregistrement live. » Surensemble est mixé par Michael Bishop, lauréat d'un Grammy, et masterisé par le musicien, compositeur et ingénieur du son et producteur allemand Walter Quintus. L'album Inmanencia est mixé par Christian Heck et masterisé par le batteur américain Nate Wood.
Le quintette a reçu beaucoup de reconnaissance en Allemagne pour sa créativité et sa qualité d'interprétation et fait preuve d'un grand engagement pour l'échange culturel et la fusion des styles. 

## Discographie
- 2017 : Surensemble
- 2021 : Las Preguntas de Cristóbal
- 2022 : Inmanencia